# Pierluigi Frattali
Pierluigi Frattali (Roma, 1º dicembre 1985) è un allenatore di calcio ed ex calciatore italiano, di ruolo portiere, collaboratore tecnico del Frosinone.

## Carriera

### Giocatore
Cresce nel vivaio della Roma, per poi trasferirsi per un paio di stagioni all'Almas Roma e poi al San Lorenzo, entrambe società sportive di settore giovanile della capitale. 
Viene notato dal Frosinone che, dopo una stagione nelle giovanili, lo gira per un anno all'Astrea. Ritorna a Frosinone, dove rimane per altre 6 stagioni, debuttando in Serie B il 13 settembre 2008 in Salernitana-Frosinone 3-2. 
Veste, per brevi periodi, anche le maglie di Vicenza, Verona e Vallée d'Aoste. Nel 2013-2014 va al Cosenza in Seconda Divisione, con cui viene promosso nella nuova Lega Pro unica. Passa quindi all'Avellino nella stagione successiva, facendo il suo ritorno in Serie B. Con gli irpini parte come riserva di Alfred Gomis, ma nel girone di ritorno conquista la maglia da titolare, che gli viene confermata anche nella stagione successiva. 
Il 18 gennaio 2017 passa in Lega Pro al Parma allenato da Roberto D'Aversa, firmando un contratto di due anni e mezzo. Debutta immediatamente da titolare il 22 gennaio, primo match dopo la pausa invernale, mantenendo la sua porta inviolata in Parma-Santarcangelo, match terminato 1-0. Nella seconda metà di stagione in Serie C è dunque protagonista contribuendo attivamente al ritorno immediato in Serie B del Parma attraverso la vittoria dei play-off: nello specifico in semifinale contro il Pordenone para i due rigori decisivi nella lotteria dei rigori per accedere alla finale, nella quale giunge alla promozione in Serie B con la vittoria per 2 a 0 contro l'Alessandria. Il 26 maggio 2019 fa il suo esordio all'età di 33 anni e mezzo in Serie A, nell'ultima giornata di campionato in trasferta contro la Roma.
Il 14 luglio 2019, si trasferisce al Bari neopromosso in Serie C. Nelle prime tre stagioni in biancorosso, tutte disputate in Serie C, totalizza 98 presenze contribuendo al ritorno dei biancorossi in Serie B al termine della stagione 2021-2022. Il 18 novembre 2022 rinnova il contratto con la società biancorossa fino al 30 giugno 2024. Nella stagione 2022-2023 in cadetteria, cede il posto da titolare al giovane Elia Caprile giocando solamente una partita, l'ultima di campionato contro il Genoa persa 4-3.
Il 29 agosto 2023 viene ufficializzato il ritorno a titolo definitivo al Frosinone, neopromosso in Serie A, tornando così a vestire la maglia giallazzurra dopo 12 anni. Con i ciociari firma un contratto fino al 30 giugno 2025.

### Allenatore
Il 9 luglio 2025, dopo il ritiro dal calcio giocato, diventa collaboratore tecnico di Massimiliano Alvini al Frosinone.

## Statistiche

### Presenze e reti nei club
| Stagione         | Squadra          | Campionato       | Campionato | Campionato | Coppe nazionali | Coppe nazionali | Coppe nazionali | Coppe continentali | Coppe continentali | Coppe continentali | Altre coppe | Altre coppe | Altre coppe | Totale | Totale |
| Stagione         | Squadra          | Comp             | Pres       | Reti       | Comp            | Pres            | Reti            | Comp               | Pres               | Reti               | Comp        | Pres        | Reti        | Pres   | Reti   |
| ---------------- | ---------------- | ---------------- | ---------- | ---------- | --------------- | --------------- | --------------- | ------------------ | ------------------ | ------------------ | ----------- | ----------- | ----------- | ------ | ------ |
| 2005-2006        | Frosinone        | C1               | 0          | 0          | CI+CI-C         | 0               | 0               | -                  | -                  | -                  | -           | -           | -           | 0      | 0      |
| 2006-2007        | Frosinone        | B                | 0          | 0          | CI              | 0               | 0               | -                  | -                  | -                  | -           | -           | -           | 0      | 0      |
| 2007-2008        | Frosinone        | B                | 0          | 0          | CI              | 0               | 0               | -                  | -                  | -                  | -           | -           | -           | 0      | 0      |
| 2008-2009        | Frosinone        | B                | 22         | -29        | CI              | 1               | -2              | -                  | -                  | -                  | -           | -           | -           | 23     | -31    |
| 2009-2010        | Frosinone        | B                | 9          | -14        | CI              | 1               | -2              | -                  | -                  | -                  | -           | -           | -           | 10     | -16    |
| 2010-gen. 2011   | Frosinone        | B                | 3          | -7         | CI              | 2               | -5              | -                  | -                  | -                  | -           | -           | -           | 5      | -12    |
| gen.-giu. 2011   | Vicenza          | B                | 1          | -1         | CI              | 0               | 0               | -                  | -                  | -                  | -           | -           | -           | 1      | -1     |
| gen.-giu. 2012   | Verona           | B                | 2          | -2         | CI              | 0               | 0               | -                  | -                  | -                  | -           | -           | -           | 2      | -2     |
| nov. 2012-2013   | Vallée d'Aoste   | 2D               | 24+2       | -33 + -4   | CI-LP           | 0               | 0               | -                  | -                  | -                  | -           | -           | -           | 26     | -37    |
| 2013-2014        | Cosenza          | 2D               | 33         | -28        | CI-LP           | 1               | -2              | -                  | -                  | -                  | -           | -           | -           | 34     | -30    |
| 2014-2015        | Avellino         | B                | 11+3       | -12 + -4   | CI              | 1               | -2              | -                  | -                  | -                  | -           | -           | -           | 15     | -18    |
| 2015-2016        | Avellino         | B                | 39         | -58        | CI              | 2               | -2              | -                  | -                  | -                  | -           | -           | -           | 41     | -60    |
| 2016-gen. 2017   | Avellino         | B                | 11         | -16        | CI              | 1               | -2              | -                  | -                  | -                  | -           | -           | -           | 12     | -18    |
| Totale Avellino  | Totale Avellino  | Totale Avellino  | 61+3       | -86 + -4   |                 | 4               | -6              |                    | -                  | -                  |             | -           | -           | 68     | -96    |
| gen.-giu. 2017   | Parma            | LP               | 13+6       | -11 + -3   | CI-LP           | 0               | 0               | -                  | -                  | -                  | -           | -           | -           | 19     | -14    |
| 2017-2018        | Parma            | B                | 42         | -37        | CI              | 1               | -2              | -                  | -                  | -                  | -           | -           | -           | 43     | -39    |
| 2018-2019        | Parma            | A                | 1          | -2         | CI              | 0               | 0               | -                  | -                  | -                  | -           | -           | -           | 1      | -2     |
| Totale Parma     | Totale Parma     | Totale Parma     | 56+6       | -50 + -3   |                 | 1               | -2              |                    | -                  | -                  |             | -           | -           | 63     | -55    |
| 2019-2020        | Bari             | C                | 27+3       | -23+-3     | CI-C            | 2               | -3              | -                  | -                  | -                  | -           | -           | -           | 32     | -29    |
| 2020-2021        | Bari             | C                | 35+3       | -33+-2     | CI              | 1               | 0               | -                  | -                  | -                  | -           | -           | -           | 39     | -35    |
| 2021-2022        | Bari             | C                | 30         | -25        | CI-C            | 1               | -1              | -                  | -                  | -                  | SC-C        | 1           | -3          | 32     | -29    |
| 2022-2023        | Bari             | B                | 1          | -4         | CI              | 1               | -1              | -                  | -                  | -                  | -           | -           | -           | 2      | -5     |
| lug.-ago. 2023   | Bari             | B                | 0          | 0          | CI              | 1               | -3              | -                  | -                  | -                  | -           | -           | -           | 1      | -3     |
| Totale Bari      | Totale Bari      | Totale Bari      | 99         | -94        |                 | 6               | -8              |                    | -                  | -                  |             | 1           | -3          | 106    | -105   |
| ago. 2023-2024   | Frosinone        | A                | 0          | 0          | CI              | 0               | 0               | -                  | -                  | -                  | -           | -           | -           | 0      | 0      |
| 2024-2025        | Frosinone        | B                | 0          | 0          | CI              | 0               | 0               | -                  | -                  | -                  | -           | -           | -           | 0      | 0      |
| Totale Frosinone | Totale Frosinone | Totale Frosinone | 34         | -50        |                 | 4               | -9              |                    | -                  | -                  |             | -           | -           | 38     | -59    |
| Totale carriera  | Totale carriera  | Totale carriera  | 317        | -350       |                 | 16              | -27             |                    | -                  | -                  |             | 1           | -3          | 334    | -381   |

## Palmarès

### Competizioni nazionali
- Serie C2: 1

Frosinone: 2003-2004 (girone C)
- Serie C: 1

Bari: 2021-2022 (girone C)